# Mount Wellington, British Columbia
Mount Wellington är ett berg i Kanada.   Det ligger i provinsen British Columbia, i den sydvästra delen av landet, 3 600 km väster om huvudstaden Ottawa. Toppen på Mount Wellington är 1 727 meter över havet, eller 627 meter över den omgivande terrängen. Bredden vid basen är 12,2 km.
Terrängen runt Mount Wellington är huvudsakligen bergig, men åt sydväst är den kuperad.Runt Mount Wellington är det mycket glesbefolkat, med 3 invånare per kvadratkilometer..
I omgivningarna runt Mount Wellington växer i huvudsak blandskog.